# 洪榛浩
洪 榛浩（ホン・ジンホ、朝鮮語: 홍진호、1982年10月31日 - ）は、韓国の元eスポーツ選手。現在はテレビでの活動。「Crime Scene」、「The Genius」、「5日間のサマー」などの番組にレギュラーとして出演中。